# لایزرژآمید

ساختار عمومی لایزرژآمیدها

لایزرژآمیدها (به انگلیسی: Lysergamides) عنوان گروه وسیعی از آمیدهای لایزرژیک اسید می‌باشد و شامل شماری از ترکیبات شیمیایی با قدرت آگونیسم یا آنتاگونیسم گیرنده‌های دوپامین و سروتونین می‌باشند.